# 蘇特蘭 (澳大利亞國會選區)
蘇特蘭選區（英語：Division of Shortland），是澳大利亞新南威爾士州的下議院選區，位於該州中海岸地區、紐卡斯爾以南，太平洋和麥覺里湖之間。面積205平方公里。
選區始於1949年，名字是紀念探險家約翰·蘇特蘭。本區是工黨安全選區。自1998年起當區議員是吉姆·霍爾。